# حاتم آباد (مقاطعة فراهان)
حاتم‌آباد (بالفارسية: حاتم‌آباد) هي قرية تقع في مركزي في إيران. يقدر عدد سكانها بـ 39 نسمة .